# Hemiaclis carolinensis
Hemiaclis carolinensis is een slakkensoort uit de familie van de Eulimidae. De wetenschappelijke naam van de soort is voor het eerst geldig gepubliceerd in 1911 door Bartsch.